# Nienna parvula
Nienna parvula är en urinsektsart som beskrevs av Andrzej Szeptycki 1988. Nienna parvula ingår i släktet Nienna och familjen lönntrevfotingar. Inga underarter finns listade i Catalogue of Life.